# Confrontos entre Avaí e Chapecoense no futebol
Avaí versus Chapecoense é um clássico de futebol catarinense, que envolve as equipes do Avaí Futebol Clube e da Associação Chapecoense de Futebol. Este é reconhecidamente um dos grandes clássicos de Santa Catarina.

## História
Em toda a história do confronto entre Avaí e Chapecoense, aconteceram 175 jogos, com 58 vitórias do Leão da Ilha, 52 empates e 65 vitórias da equipe do Oeste Catarinense. O Avaí fez 202 gols e o Verdão 198.
As três maiores goleadas do confronto aconteceram em favor do time avaiano. No dia 28 de setembro de 1998, em jogo válido pela última rodada da primeira fase do Campeonato Brasileiro da Série C, o Avaí goleou a Chapecoense por 6 a 0 na Ressacada. Dez anos depois, no dia 6 de abril de 2008, o Avaí venceu a Chapecoense fora de casa por 6 a 0 em pleno estádio Índio Condá. Em decisões, a goleada mais importante aconteceu na segunda partida da decisão do Campeonato Estadual de 2009, quando o Avaí aplicou 6 a 1 (3x1 e 3x0) na Chapecoense na soma do tempo normal e da prorrogação.
Tais equipes já se enfrentaram em finais 6 vezes, todas pelo Campeonato Catarinense. A Chapecoense conquistou os títulos de 1977 e 2017 e o Avaí em 2009, 2019, 2021, 2025.
O maior público na Ressacada aconteceu em 12 de outubro de 2013, quando 17.108 torcedores estiveram presentes para acompanhar a vitória da Chapecoense por 2x1 pela Série B. O maior público na Arena Condá aconteceu no dia 7 de maio de 2017, quando 19.141 torcedores estiveram presentes para acompanhar a vitória do Avaí na final do Campeonato Catarinense de Futebol de 2017 - Série A.

## Confrontos em competições nacionais

### Campeonato Brasileiro
Série A
| Data                | Estádio     | Casa        | Visitante   | Placar | Gols (casa)                           | Gols (visitante) |
| ------------------- | ----------- | ----------- | ----------- | ------ | ------------------------------------- | ---------------- |
| 12 de julho 2015    | Ressacada   | Avaí        | Chapecoense | 2–1    | Emerson Silva 9', William 19'         | Bruno Rangel 47' |
| 25 de outubro 2015  | Arena Condá | Chapecoense | Avaí        | 0–0    |                                       |                  |
| 29 de maio 2017     | Arena Condá | Chapecoense | Avaí        | 2–0    | Wellington Paulista 17', Reinaldo 38' |                  |
| 27 de agosto 2017   | Ressacada   | Avaí        | Chapecoense | 1–0    | Joel 32'                              |                  |
| 18 de agosto 2019   | Arena Condá | Chapecoense | Avaí        | 1–0    | Everaldo 73'                          |                  |
| 24 de novembro 2019 | Ressacada   | Avaí        | Chapecoense | 0–1    |                                       | Everaldo 77'     |

Série B
| Data                | Estádio     | Casa        | Visitante   | Placar | Gols (casa)                          | Gols (visitante)                                                    |
| ------------------- | ----------- | ----------- | ----------- | ------ | ------------------------------------ | ------------------------------------------------------------------- |
| 27 de julho 2013    | Arena Condá | Chapecoense | Avaí        | 3–1    | Dão 28', Athos 43', Bruno Rangel 64' | Luciano 70'                                                         |
| 12 de outubro 2013  | Ressacada   | Avaí        | Chapecoense | 1–2    | Cléber Santana 43'                   | Tiago Luís 3', Fabinho Gaúcho 55'                                   |
| 6 de setembro 2020  | Arena Condá | Chapecoense | Avaí        | 1–0    | Perotti 55'                          |                                                                     |
| 8 de dezembro 2020  | Ressacada   | Avaí        | Chapecoense | 0–2    |                                      | Paulinho Moccelin 11', Roberto 82'                                  |
| 12 de maio 2023     | Ressacada   | Avaí        | Chapecoense | 1–4    | Júlio César 90'                      | Alisson Farias 8', Rodrigo Freitas 57', Bruno Nazário 90+5', 90+10' |
| 27 de agosto 2023   | Arena Condá | Chapecoense | Avaí        | 0–0    |                                      |                                                                     |
| 9 de junho 2024     | Ressacada   | Avaí        | Chapecoense | 0–0    |                                      |                                                                     |
| 22 de setembro 2024 | Arena Condá | Chapecoense | Avaí        | 1–0    | Rafael Carvalheira 39'               |                                                                     |
| 24 de Maio 2025     | Ressacada   | Avaí        | Chapecoense | 2–1    | Cléber 50', Hygor 84'                | Ítalo 75'                                                           |

Série C
| Data                | Estádio     | Casa        | Visitante   | Placar | Gols (casa) | Gols (visitante) |
| ------------------- | ----------- | ----------- | ----------- | ------ | ----------- | ---------------- |
| 9 de agosto 1998    | Arena Condá | Chapecoense | Avaí        | 2–2    |             |                  |
| 28 de setembro 1998 | Ressacada   | Avaí        | Chapecoense | 6–0    |             |                  |

## Estatísticas do Clássico

### Confrontos
| Estatísticas Gerais do Clássico |                                                                                  |
| Número de jogos                 | 175                                                                              |
| Vítórias da Chapecoense         | 65                                                                               |
| Vitórias do Avaí                | 58                                                                               |
| Empates                         | 52                                                                               |
| Número de gols                  | 400                                                                              |
| Gols marcados pela Chapecoense  | 198                                                                              |
| Gols marcados pelo Avaí         | 202                                                                              |
| Maior goleada                   | Avaí 6-0 Chapecoense (Campeonato Brasileiro da Série C) - 28 de setembro de 1998 |
| Última partida                  | Avaí 2-1 Chapecoense (Brasileirão Série B) - 24 de Maio de 2025                  |

### Quadro comparativo de títulos
| Competições            | Avaí | Chapecoense |
| ---------------------- | ---- | ----------- |
| Copa Sul-Americana     | 0    | 1           |
| Brasileirão Série B    | 0    | 1           |
| Brasileirão Série C    | 1    | 0           |
| Campeonato Catarinense | 19   | 7           |
| Copa SC                | 1    | 1           |
| Total                  | 21   | 10          |

### Finais disputadas

#### Catarinense 1977
Final
| Domingo, 30 de outubro | Chapecoense | 1 – 0 | Avaí | Índio Condá, Chapecó |
| 16:00                  | 85' Jaime   |       |      | Árbitro: Alvir Renzi |

#### Catarinense 2009
Jogo de ida
| Domingo, 26 de abril | Chapecoense                         | 3 – 1 | Avaí        | Arena Condá, Chapecó          |
| 16:00                | 26' Rômulo · 78' Fabinho · 85' Badé |       | 28' William | Árbitro: José Acácio da Rocha |

| Chapecoense | Avaí |

Jogo da volta
| Domingo, 3 de Maio | Avaí                                                                            | 6 – 1 (pro.) | Chapecoense | Estádio da Ressacada, Florianópolis |
| 16:00              | Evando 31' · Léo Gago 50' · Marquinhos 79', 98' · Lima 102' · Ferdinando 105+1' |              | 9' Rômulo   | Árbitro: Luiz Orlando de Souza      |

| Avaí | Chapecoense |

#### Catarinense 2017
Jogo de ida
| Domingo, 30 de abril | Avaí | 0 – 1 | Chapecoense      | Estádio da Ressacada, Florianópolis                              |
| 16:00                |      |       | 35' Luiz Antônio | Público: 15 754 Renda: R$398.077,00 Árbitro: Héber Roberto Lopes |

| Avaí | Chapecoense |

Jogo de volta
| Domingo, 7 de maio | Chapecoense | 0 – 1 | Avaí              | Arena Condá, Chapecó                                                  |
| 16:00              |             |       | 27' Leandro Silva | Público: 19 141 Renda: R$567.940,00 Árbitro: Bráulio da Silva Machado |

| Chapecoense | Avaí |

#### Catarinense 2019
Jogo Único
| Domingo, 21 de abril | Avaí        | 1 – 1 | Chapecoense | Ressacada, Florianópolis                          |
| 16:00                | 76' A.Silva |       | 42' Regis   | Público: 18 876 Árbitro: Bráulio da Silva Machado |

| Cores do Time Avaí | Chapecoense |

#### Catarinense 2021
Jogo de ida
| Domingo, 21 de maio | Avaí                                | 2 – 1 | Chapecoense        | Estádio da Ressacada, Florianópolis             |
| 16:00               | 65' Lourenço · 90+4' Vinicius Leite |       | 77' Anderson Leite | Público: 0 Árbitro: Luiz Augusto Silveira Tisne |

| Avaí | Chapecoense |

Jogo de volta
| Quarta-feira, 26 de maio | Chapecoense   | 1 – 1 | Avaí         | Arena Condá, Chapecó                  |
| 19:00                    | 90+6' Perotti |       | 71' Giovanni | Público: 0 Árbitro: Ramon Abatti Abel |

| Chapecoense | Avaí |

#### Catarinense 2025
Jogo da ida
| Sábado, 15 de Março | Chapecoense                   | 2 – 2 | Avaí                               | Estádio Josué Annoni, Xanxerê             |
| 16:00               | 3' Mário Sérgio, 49' Marcinho |       | 25' Mário Sérgio, 81' Mário Sérgio | Público: 4,790 Árbitro: Ramon Abatti Abel |

| Chapecoense | Avaí |

Jogo de Volta
| Sábado, 22 de Março | Avaí              | 1 – 1 | Chapecoense      | Estádio da Ressacada, Florianópolis               |
| 16:00               | 75' Eduardo Brock |       | 50' Bruno Matias | Público: 17,711 Árbitro: Gustavo Ervino Bauermann |

| Avaí | Chapecoense |